# Yves Gambier
Yves Gambier (* 20. Januar 1949 in Rouen, Frankreich) ist ein französischer Linguist und emeritierter Professor für Übersetzen und Dolmetschen an der School of Languages and Translation Studies (Department of French) an der finnischen Universität Turku. Er war von 1995 bis 2010 Leiter des Centre for Translation and Interpreting an der Universität Turku, das 2010 aufgelöst und in verschiedene Departments aufgeteilt wurde und welches den Vorläufer der heutigen School of Languages and Translation Studies darstellte.
Zu seinen Hauptinteressen und Fachgebieten zählen neben der Übersetzungstheorie und -geschichte die Soziolinguistik, die Terminologie, Sprachpolitik, Sprachplanung, Zweisprachigkeit und die Diskurs- und Konversationsanalyse. Zusätzlich liegen Schwerpunkte auf der audiovisuellen Übersetzung und der Fachsprachenforschung, auf den Problemen der frühen bilingualen Erziehung sowie auf der Ausbildung von Übersetzern und Dolmetschern – auch solchen, die selbst in diesen Fachbereichen lehren wollen.

## Leben
Seit 1973 ist Yves Gambier (Doktor der Linguistik) als Dozent Teil des Lehrkörpers am Turun Kieli-Instituutti in Finnland, das sich seit 1966 der Ausbildung von Übersetzern und Dolmetschern widmet und 1981 ein Teil der Universität Turku wurde. Von 1982 bis 1983 und von 1990 bis 1994 arbeitete er dort als Vertretung, von 1994 bis 1998 war er dann als Dozent angestellt und seit 1998 ist er Universitätsprofessor.
1981 promovierte Gambier mit der Arbeit Approches théoriques et pratiques de l'interaction langagière, zu einem Zeitpunkt, als die Konversationsanalyse noch keine weite Verbreitung gefunden hatte und die Pragmatik noch in den Kinderschuhen steckte. Um auch weiterhin an der Universität unterrichten zu können, verfasste Gambier 1986 noch eine zweite Dissertation (Production de sens. Langue et interaction.), da aufgrund einiger Reformen im französischen Promotionssystem unklar war, ob der zuerst erworbene Doktorgrad auch weiterhin für eine akademische Position anerkannt werden würde. Beide Arbeiten wurden während seines Studiums der Diskursanalyse und der Soziolinguistik an der Universität Rouen verfasst.
Von 1982 bis 1983 war Gambier zudem Post-Doktorand an der Universität Laval in Québec; 1990 folgte dann in Rouen das Diplôme d’habilitation à diriger des recherches. Hierbei handelt es sich um einen nationalen Abschluss der Hochschulbildung, der nach der Promotion erlangt werden kann und die Bewerbung um eine Stelle als Universitätsprofessor bzw. eine Tätigkeit als Doktorvater und Prüfer zulässt.
Derzeit ist Gambier emeritierter Professor für Übersetzen und Dolmetschen an der Universität Turku.

## Organisationen und Projekte
Gambier war von 1993 bis 1998 Vizepräsident und dann von 1998 bis 2004 Präsident der European Society for Translation Studies (EST). Er hatte von 1993 bis 2005 zudem eine Mitgliedschaft in der Finnish Association of Translators and Interpreters (SKTL) inne, war 1993–2004 Vorsitzender des Committee for the media der International Federation of Translators (FIT) und außerdem eines der Gründungsmitglieder und Vizepräsident (1996–1998) der European Association for Studies in Screen Translation (ESIST) (Präsident 1998–2004). Von 2007 bis 2010 vertrat er das Netz European Masters in Conference Interpreting (EMCI). Im selben Zeitraum hatte er den Vorsitz der Expertengruppe im Projekt European Master’s in Translation (EMT – Europäischer Master „Übersetzen“) der Generaldirektion Übersetzung (DGT) der Europäischen Kommission inne. Seit 2010 ist er Mitglied im EMT-Rat.
Yves Gambier war Koordinator und Mitglied diverser Forschungsprojekte, z. B. 2009–2012 im Lifelong Learning project on Subtitles and Language Learning im Rahmen des Lifelong Learning Programme (LLP) der Europäischen Kommission und im Projekt TIME – Translational Research Training: An Integrated and Intersectional Model for Europe (EP7 Marie Curie), das bis Ende 2014 läuft. Des Weiteren ist er als Mitglied im Beratungsausschuss der Reihe Nordeuropäische Beiträge aus den Human- und Gesellschaftswissenschaften des Peter-Lang-Verlags tätig, sowie in den Redaktionsausschüssen diverser Zeitschriften (u. a. Babel, Koiné, Target, Terminology und Hermeneus). Zu seinen Errungenschaften auf dem Gebiet der Translationswissenschaft zählt auch die Herausgeberschaft der Translation Studies Bibliography (TSB; mit Luc van Doorslaer) seit ihrer Erstellung im Jahr 1994, des Handbook of Translation Studies (HTS; mit Luc van Doorslaer) seit dessen Planung 2009 und der Benjamins Translation Library (mit Franz Pöchhacker).

## Forschung
Seit Beginn der 1990er-Jahre forscht Yves Gambier auf dem Gebiet der audiovisuellen Übersetzung. Er war und ist Mitglied von mehr als 30 wissenschaftlichen Ausschüssen und internationalen Konferenzen, insbesondere in den Bereichen der Fachsprache und der audiovisuellen Übersetzung, die sowohl in Turku als auch im Ausland abgehalten wurden. Zudem arbeitete er in verschiedenen subventionierten Forschungsgruppen und -projekten mit, u. a. auf den Gebieten der Soziolinguistik, der Terminologie, der Verarbeitung fremdsprachlicher Informationen und Kommunikation und der Lexik.
Insgesamt publizierte Gambier mehr als 180 Werke in seinen Fachgebieten, darunter z. B. Artikel, Bücher und Monographien.

## Publikationen
- Trans. Turun Yliopisto / University of Turku – Kääntäjänkoulutuslaitos / School of Translation Studies, Turku 1986, ISBN 9516428290.
- La Finlande bilingue: histoire, droits et réalité. Conseil de la langue française, Montréal, Québec 1986, ISBN 2551087031.
- Le français et les domaines de spécialité: besoins et formation; actes du séminaire organisé les 4 et 5 septembre 1985 à Helsinki. Band 2 von Korkeakoulujen Kielikeskusten Julkaisuja. Korkeakoulujen kielikeskus, Jyväskylä 1986, ISBN 951679503X.
- Interactions. Cahiers de linguistique sociale 13, Université de Rouen, Rouen 1988, ISSN 0758-4156.
- La Finlande bilingue: pratiques et évaluations. Cahiers de linguistique sociale 15, Université de Rouen, Rouen 1989, ISSN 0758-4156.
- Bibliographie fondamentale et analytique de la terminologie: 1962–1984. Mit Jean-Claude Boulanger. CIRB – Centre international de recherche sur le bilinguisme, Laval, Québec 1989, ISBN 2892192072.
- Lectures de textes. Korkeakoulujen Kielikeskusten Julkaisuja, Jyväskylä 1990, ISBN 9516803105.
- Transfer-Viestin Siirto. Turun Yliopisto / University of Turku – Kääntäjänkoulutuslaitos / School of Translation Studies, Turku 1990, ISBN 9518805830.
- La littérature finlandaise en français: bibliographie 1842–1992. Université de Turku / Institut de traduction, Turku 1992, ISBN 9518808376.
- Translation and Knowledge (Proceedings of the 4th Scandinavian Symposium on Translation Theory / Actes du 4ème Colloque Scandinave en théorie de la traduction. Turku – 2–4.6.1992). Mit Jorma Tommola. Kääntämisen ja Tulkkauksen Keskus / Centre for Translation and Interpreting, Turku 1993, ISBN 9518809518.
- Communication Audiovisuelle et Transferts Linguistiques: Audiovisual Communication and Language Transfer. Actes de la conférence de Strasbourg, 22–24.6.1995. In: Translatio XIV (3–4), 1995, ISBN 2859394893.
- Orientations européennes en traductologie. Spezialausgabe von TTR 8 (1), Juni 1995, ISSN 0835-8443.
- Les Transferts Linguistiques dans les Médias Audiovisuels. Presses Universitaires du Septentrion, Lille 1996, ISBN 2859394893.
- Conference Interpreting: Current Trends in Research: Proceedings of the International Conference on Interpreting – What Do We Know and How? Turku, August 25–27, 1994. Mit Daniel Gile und Christopher Taylor. John Benjamins Publishing, Amsterdam/Philadelphia 1997, ISBN 9027216266.
- Language Transfer and Audiovisual Communication. A Bibliography. 2. Auflage. University of Turku, Centre for Translation and Interpreting, Turku 1997, ISBN 9512910195.
- Translating for the Media: Papers from the International Conference Language & the Media, Berlin, November 22–23, 1996. University of Turku, Centre for Translation and Interpreting, Turku 1998, ISBN 9512911000.
- Discours professionnels en français. Peter Lang, Bern 1998, ISBN 3631315236.
- Translation in Context. Selected contributions from the EST Congress in Granada (23–26.6.1998). Band 39 von Benjamins translation library. Mit Andrew Chesterman und Natividad Gallardo San Salvador. John Benjamins Publishing, Amsterdam/Philadelphia 2000, ISBN 9027216444.
- (Multi)Media Translation. Concepts, Practices and Research (Proceedings of an international seminar held in Misano, September 1996, and a conference held in Berlin, October 1998). Mit Henrik Gottlieb. John Benjamins Publishing, Amsterdam/Philadelphia 2001, ISBN 9027216398.
- Kääntämisen opetussanato. Mit Riina Kosunen und Susanne Väisänen, 2001. Finnische Adaption von Delisle, Jean / Lee-Jahnke, Hannelore / Cormier, Monique C. / Albrecht, Jörn (Hrsg.): Terminologie de la traduction. John Benjamins Publishing, Amsterdam 1999, ISBN 9027224234.
- Screen Translation. Spezialausgabe von The Translator 9 (2), November 2003, ISSN 1355-6509.
- La traduction audiovisuelle. Spezialausgabe von Meta 49 (1), März 2004, ISSN 0026-0452.
- Translation and Interpreting. Training and Research. Traduction et interprétation: formation et recherche. Kääntäminen ja tulkkaus. Koulutusta ja tutkimusta. Mit Jorma Tommola. Turun Yliopisto, Turku 2006, ISBN 9512930455.
- Doubts and Directions in Translation Studies. Selected contributions from the 4th EST Congress in Lisbon (29–30.9.2004). Mit Miriam Shlesinger und Radegundis Stolze. John Benjamins Publishing, Amsterdam/Philadelphia 2007, ISBN 9789027216809.
- The Metalanguage of Translation. Band 20 von Benjamins current topics. Mit Luc van Doorslaer. John Benjamins Publishing, Amsterdam 2009, ISBN 9789027222503.
- Oralité et écrit en traduction. Mit Olli-Philippe Lautenbacher. Glottopol 15, Revue de sociolinguistique en ligne, Juli 2010, ISSN 1769-7425.
- Handbook of Translation Studies: Volume 1. Mit Luc van Doorslaer. John Benjamins Publishing, Amsterdam 2010, ISBN 9789027203311.
- Hybridité discursive et culturelle. Mit Eija Suomela-Salmi. L’Harmattan, Paris 2011, ISBN 2296473059.
- Handbook of Translation Studies: Volume 2. Mit Luc van Doorslaer. John Benjamins Publishing, Amsterdam/Philadelphia 2011, ISBN 9789027203328.
- Handbook of Translation Studies: Volume 3. Mit Luc van Doorslaer. John Benjamins Publishing, Amsterdam 2012, ISBN 9789027203335.
- Handbook of Translation Studies: Volume 4. Mit Luc van Doorslaer. John Benjamins Publishing, Amsterdam/Philadelphia 2013, ISBN 9789027203342.
- Subtitles and Language Learning. Mit Annamaria Caimi und Cristina Mariotti. Peter Lang, Bern 2014.